# Piatra Neamț
Piatra Neamț er hovedstaden i distriktet Neamţ i Rumænien. Byen har 79.679 (2021) indbyggere.
Byen er et turistcentrum på grund af dens beliggenhed i Østkarpaterne og har flere seværdigheder – f.eks. Skt. Stefan-tårnet bygget i 1499 af Stefan den Store, og lidt vest for byen Bistriţa kloster grundlagt af Alexander den Gode, som også er begravet der.